# České dráhy

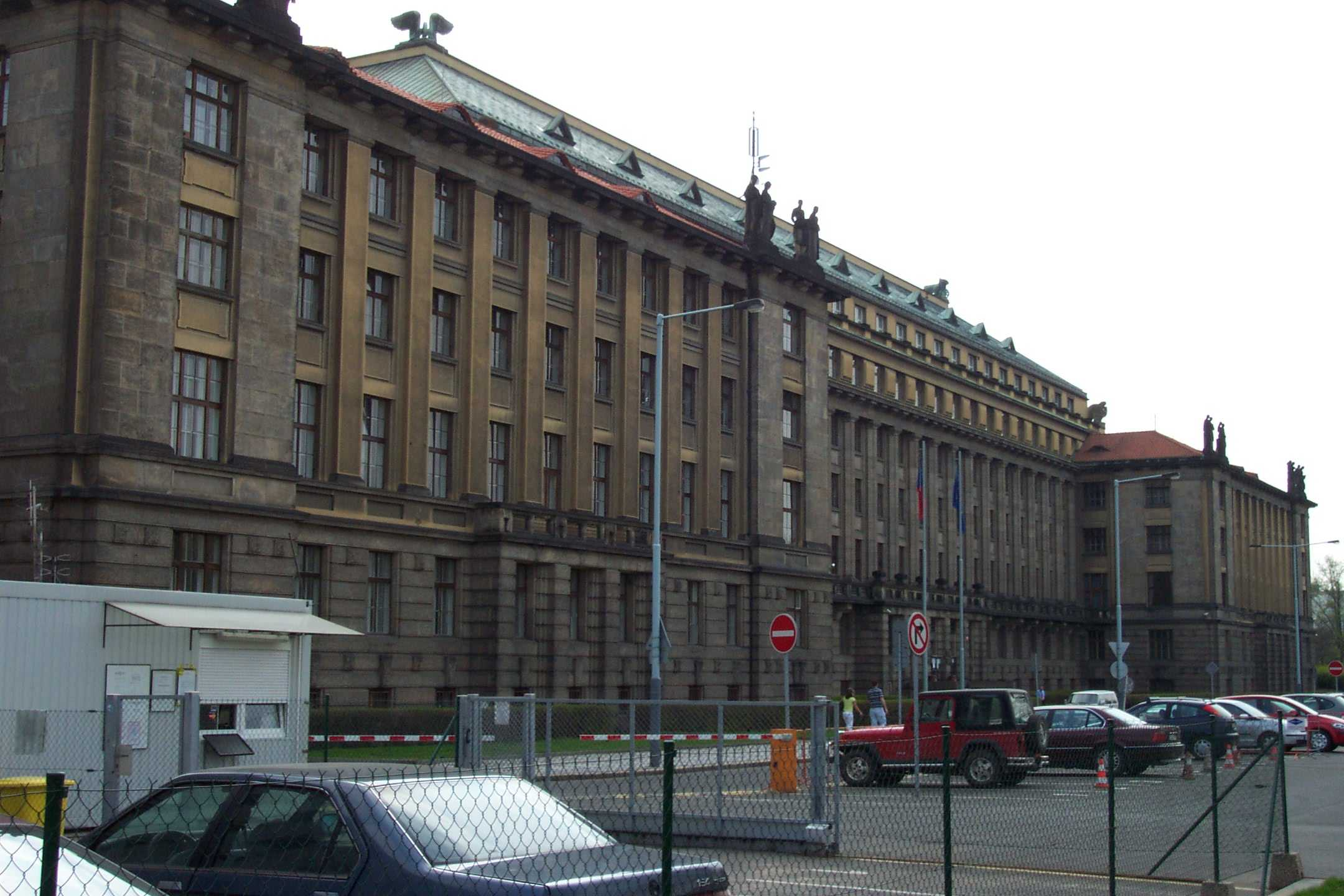
Sídlo Českých drah v Praze na Těšnově, v budově ministerstva dopravy

České dráhy, a.s. (VKM: ČD) jsou česká železniční společnost, která podniká jako železniční dopravce v osobní dopravě. Má formu akciové společnosti, jejímž jediným akcionářem je Česká republika. Zakladatelem společnosti je Ministerstvo dopravy České republiky. Akciová společnost České dráhy má množství dceřiných společností, včetně železničního nákladní dopravce ČD Cargo, které dohromady vytváří Skupinu České dráhy. Skupina ČD patří se svými 22 tisíci zaměstnanci mezi největší zaměstnavatele v Česku a mezi největší české společnosti podle konsolidovaných tržeb.

## Organizační struktura

### Řídicí orgány a generální ředitelé
Řídicími orgány Českých drah jsou řídicí výbor, který plní roli valné hromady, představenstvo a dozorčí rada.
Šestičlenný řídicí výbor tvoří tři vládou pověření zástupci ministerstva dopravy a po jednom vládou pověřeném zástupci ministerstev průmyslu a obchodu, financí a obrany. Zpravidla jde o ředitele sekcí nebo odborů na příslušném ministerstvu.
Předsedou představenstva a generálním ředitelem je od 4. dubna 2022 Michal Krapinec. Dalšími členy představenstva jsou jeho čtyři náměstci.
Starší předsedové představenstva Českých drah, a.s.:
- Dalibor Zelený, 2. ledna 2003 až 28. února 2003[6]
- Petr Kousal, 28. února 2003 až 9. května 2005
- Josef Bazala, 10. května 2005 až 29. ledna 2008
- Petr Žaluda, 1. února 2008 až 30. července 2013
- Dalibor Zelený, 30. července 2013 až 20. února 2014
- Daniel Kurucz, 21. února 2014 až 10. listopadu 2014
- Pavel Krtek, 10. listopadu 2014 až 11. září 2018
- Miroslav Kupec, 11. září 2018 až 10. června 2019
- Václav Nebeský, 1. října 2019 až 3. prosince 2020 [7]
- Ivan Bednárik, 4. prosince 2020 až 28. února 2022

Starší generální ředitelé Českých drah, a.s.
- Dalibor Zelený, 2. ledna 2003 až 3. března 2003,[8]
- Petr Kousal, 4. března 2003[8] až 9. května 2005,[9] kdy rezignoval pro spory s kraji o úhradě ztráty i pro spory s odbory.[10] Spjatý s KDU-ČSL.[9]
- Josef Bazala, 11. května 2005 až 31. ledna 2008, přešel do dceřiné společnosti ČD Cargo
- Petr Žaluda, 1. února 2008[11] až 30. července 2013
- Dalibor Zelený, 31. července 2013[12] až 20. února 2014
- Daniel Kurucz, 21. února 2014 až 10. listopadu 2014[13]
- Pavel Krtek, 10. listopadu 2014 až 11. září 2018[13]
- Miroslav Kupec, 11. září 2018 až 10. června 2019
- Václav Nebeský, 1. října 2019 až 3. prosince 2020[7]
- Ivan Bednárik, 4. prosince 2020 až 28. února 2022

Do ledna 2008 existovaly funkce náměstků pro ekonomiku, pro nákladní dopravu, pro osobní dopravu a pro dopravní cestu. Organizování a bezpečnost drážní dopravy patřily pod náměstka pro nákladní dopravu, správa všech kolejových vozidel pod náměstka pro osobní dopravu. Od reorganizace v únoru 2008 existovaly funkce náměstků pro osobní dopravu, pro provoz, pro ekonomiku a pro správu majetku; členem představenstva Českých drah byl i generální ředitel dceřiné společnosti ČD Cargo. 
Organizační složky
Organizačními složkami jsou:
- generální ředitelství
  - podútvary se nazývají odbor nebo kancelář, spadají buď do úseků některého ze čtyř náměstků nebo přímo pod generálního ředitele. Odbory jsou číslovány (například „O 17“, ostatní útvary mají zkratky z několika písmen)
- odštěpné závody
  - Železniční zdravotnictví.
- organizační jednotky
  - Regionální oddělení ekonomiky (ROE)
  - Regionální správa majetku (RSM)
  - Zákaznický personál (ZAP)
  - Regionální obchodní centra (ROC)
  - Zásobovací centrum Praha, Česká Třebová, Přerov
  - Odúčtovna přepravních tržeb Olomouc
- výkonné jednotky
  - Oblastní centra údržby (OCÚ), do rok 2018 depa kolejových vozidel (DKV), OCÚ se dále dělí na jednotlivá střediska údržby.
    - OCÚ Západ se sídlem v Plzni
    - OCÚ Střed se sídlem v Praze
    - OCÚ Východ se sídlem v Brně

  - Oblastní centra provoz (OCP) – analogicky členěno s rozdílem, že sídlem Oblastního centra provozu Východ je Olomouc. OCP se dále dělí na jednotlivá regionální pracoviště.

### Dceřiné společnosti
Dceřinými společnostmi Českých drah, a.s. k 1. 1. 2024 byly:
100 % dceřiné společnosti
- ČD Bus a.s.
- ČD Cargo, a.s. (od 1. prosince 2007)
- ČD-Informační Systémy, a.s. (Praha) (její dceřinou společností je od října 2017 společnost CHAPS s.r.o.)
- ČD Restaurant, a.s.
- ČD-Telematika a.s. (Praha)
- Dopravní vzdělávací institut, a.s. (Praha)
- DPOV, a.s. („dílny pro opravy vozidel“, Přerov). Patří pod ni provozní střediska oprav (PSO) Přerov, Nymburk a Veselí nad Moravou a provozní pracoviště oprav (PPO) Olomouc a Valašské Meziříčí.
- Výzkumný Ústav Železniční, a.s. (VUZ, Praha)

Společnosti s majoritní majetkovou účastí ČD a.s.
- RailReal a.s.
- ČD Travel, s.r.o.
- Smíchov Station Development, a.s.
- Žižkov Station Development, a.s.

Někdejší dceřiné společnosti:
- Traťová strojní společnost, a.s. (do roku 2010)[17]
- ČD Reality, s.r.o. (v likvidaci)
- RAILREKLAM, spol. s r.o. (Praha)
- JLV, a.s.
- Masaryk Station Development, a.s.
- CR-City a.s.

ČD se v roce 2019 zabývaly plánem na vytvoření velké opravárenské společnosti pro středoevropský region, základem měla být společnost DPOV. ČD v roce 2019 diskutovaly případný odprodej ČD-Telematika státu. Kupcem měla být Správa železniční dopravní cesty nebo některé z ministerstev.

## Sídlo
České dráhy a.s., stejně jako její právní předchůdci, sídlí v budově ministerstva dopravy na nábřeží Ludvíka Svobody v Praze, původně postavené pro československé ministerstvo železnic, která v letech 1960–1990 sloužila jako sídlo Ústředního výboru Komunistické strany Československa. Tuto budovu výslovně zmiňuje zákon č. 77/2002 Sb., o akciové společnosti České dráhy, státní organizaci Správa železniční dopravní cesty a změně dalších zákonů, který v § 20 odst. 5 říká, že státní organizace Správa železnic nehospodaří s majetkem tvořeným budovou umístěnou v Praze 1, nábřeží Ludvíka Svobody 12 a č. p. 1222 na pozemku p. č. 263 a pozemkem p. č. 263 v katastrálním území Nové Město, se kterou hospodaří ke dni vzniku akciové společnosti České dráhy ministerstvo.
České dráhy nemají v dlouhodobém výhledu v plánu nadále sídlit v budově Ministerstva dopravy. Ohledně jejich budoucího sídla se vedou diskuze.

## Historie
S Českými drahami v prvním pololetí v roce 2024 cestovalo 81,6 milionů cestující a společnost měla zisk před zdaněním 694 milionů korun. Hlavní podíl na tom měla osobní doprava, přičemž nákladní doprava zaostává. České dráhy měli tedy víc zákazníků, což zdůvodňovaly nasazováním nových vozů a lokomotiv. Nárůst počtu cestujících byl tříprocentní, ale stále nebylo dosaženo předcovidových čísel.
1. ledna 2003 zanikl podnik České dráhy, s. o., a vznikly nástupnické podniky České dráhy, a.s. a Správa železniční dopravní cesty (SŽDC; 1. 1. 2020 přejmenována na Správu železnic).
1. prosince 2007 vznikla dceřiná společnost Českých drah s názvem ČD Cargo, a.s., do které byla převedena nákladní doprava Českých drah.
4. prosince 2007 vláda rozhodla, že od 1. dubna 2008 má být funkce provozovatele dráhy pro celostátní dráhu i regionální dráhy vlastněné státem převedena z ČD na SŽDC. 19. března 2008 poslanecká sněmovna schválila poslanecký návrh zákona, který vláda podpořila a jímž byl tento převod s účinností od 1. června 2008 stanoven.
9. ledna 2008 vláda schválila záměr založit dceřinou společnost Českých drah pro osobní dopravu.
1. července 2008 přešla činnost provozování dráhy na celostátních a regionálních drahách z ČD na SŽDC (od r. 2020 Správa železnic). Zároveň přechází k Správě železnic asi 10 000 zaměstnanců a movitý i nemovitý majetek v hodnotě 12 miliard Kč. Vyplacení náhrady Českým drahám za odebraný majetek vzbudilo nevoli některých konkurenčních dopravců.
16. června 2011 proběhla celodenní stávka v dopravě zaměřená proti vládním reformám Nečasovy vlády. České dráhy stávka zasáhla celoplošně, včetně ČD Cargo.[zdroj?]
1. září 2011 přešlo z Českých drah do tehdejší SŽDC cca 9214 pracovníků zajišťujících provozování dráhy, například výpravčí, hláskaři, signalisté či závoráři.
12. dubna 2012 České dráhy vypustily informaci, že dozorčí rada projednávala návrh na zřízení nízkonákladové dceřiné společnosti s majetkovým podílem soukromého vlastníka. Tato společnost měla užívat jiné logo a staré vozy a účastnila by se soutěží o dotovanou dopravu nejen v České republice, ale i v sousedních zemích, například Německu, Rakousku či Slovensku. Nově založená společnost měla mít podle návrhu exkluzivitu za České dráhy pro soutěže na českém trhu. Návrh odhadoval, že dotace by byly až o 30 % nižší než u dopravy provozované přímo Českými dráhami, resp. oproti konkurenci. Náklady měly být ušetřeny nižšími platy a nižšími náklady na administrativu. Odbory údajně vyjádřily obavy, že v této dceřiné společnosti nebude platit kolektivní smlouva z Českých drah a zaměstnanci by tak byli ochuzeni o některé výhody a jistoty.
V říjnu 2023 obdržely České dráhy na světovém foru World Passenger Festival 2023 ve Vídni prestižní cenu World Passenger Award 2023 v kategorii palubního servisu.
které také hospodaří se všemi akciemi, není však ovládající osobou společnosti. V Česku jsou České dráhy dominantním železničním dopravcem v osobní dopravě, za rok 2019 přepravily 182 milionů cestujících. Podle vlastnictví státem jsou někdy označovány jako „národní“ společnost, samy používají propagační slogan „Národní dopravce“.
Současná akciová společnost ČD vznikla 1. ledna 2003, kdy byla státní organizace České dráhy na základě zákona č. 77/2002 Sb. rozdělena na stejnojmennou akciovou společnost provozující drážní dopravu a na státní organizaci Správa železniční dopravní cesty (SŽDC, později přejmenovanou na Správu železnic), provozovatele dráhy a správce železniční infrastruktury. Původně byly ČD také provozovatelem (nikoliv však vlastníkem) všech celostátních a většiny regionálních drah, ale tato činnost je od 1. července 2008 vyčleněna do SŽDC. Samotné řízení dopravy zůstalo v rukou ČD do konce srpna 2011.
Skupina ČD patří se svými 22 tisíci zaměstnanců mezi největší zaměstnavatele v Česku a mezi největší české společnosti. Konsolidované výnosy Skupiny ČD z pokračujících činností dosáhly v roce 2018 výše 39 miliard korun, z toho tržby z osobní dopravy 23 miliard korun (62 % úhrada ztráty z veřejných rozpočtů, 27 % vnitrostátní přeprava, 11 % mezinárodní přeprava) a tržby z nákladní dopravy 12 miliard korun (od 1. prosince 2007 vyčleněna do dceřiné společnosti ČD Cargo). Závazky Skupiny ČD vzrostly z 19 miliard korun na konci roku 2006 na 50 miliard korun na konci roku 2016. Samotné ČD, provozující osobní železniční dopravu, jsou s 16 tisíci zaměstnanci jednou z největších českých firem.

## Provozování železničních drah

### Historie
Státní organizace České dráhy, která byla předchůdcem Správy železnic, s.o. i akciové společnosti České dráhy, měla ve správě železniční dráhy vlastněné státem. Správa majetku přešla na Správu železnic (do roku 2020 Správa železniční dopravní cesty, zkráceně SŽDC) ihned při jejím vzniku.
Do 30. června 2008 byly ČD, a.s. provozovatelem (vlastníkem však byla SŽDC) všech celostátních drah. Dále byly provozovatelem všech regionálních drah SŽDC s výjimkou tratí č. 045 a 145 (které provozoval Viamont), trati 313 (OKD, Doprava) a trati 901 (Klub přátel lokálky).
Provozování dráhy (řízení provozu) v Českých drahách, a.s. od 1. června 2005, po jejich transformaci, připadlo pod náměstka pro nákladní dopravu. Sdružení železničních společností, které sdružovalo převážně ostatní dopravce, chtělo, aby provozování dráhy (řízení provozu) v Českých drahách bylo zcela odděleno od ostatních složek tohoto podniku, přičemž ve všech okolních státech včetně Slovenska byl tento problém již vyřešen. Řízení provozu bylo podle něj neefektivní a příliš drahé a České dráhy organizovaly provoz své konkurence, čímž ji mohly znevýhodňovat. Tehdejší stav, kdy dominantní dopravce zároveň provozuje většinu drah, byl podle SŽS i v rozporu s evropskými předpisy. Čl. 6 odst. 3 evropské směrnice č. 91/440/EHS, ve znění pozdějších předpisů, stanoví: „členské státy přijmou opatření nezbytná k zajištění toho, aby funkce určující pro rovný a nediskriminační přístup k infrastruktuře byly svěřeny orgánům nebo firmám, které samy neposkytují žádné železniční dopravní služby. Musí být prokázáno, že tohoto cíle bylo dosaženo, bez ohledu na organizační struktury.“
V souvislosti s vytvořením společnosti ČD Cargo byl ve sdělovacích prostředcích zmiňován uvažovaný záměr, že provozování dráhy, nebo přinejmenším jejich údržba, by měly přejít přímo pod SŽDC, která tuto činnosti zatím u Českých drah objednávala.[zdroj?]
4. prosince 2007 vláda rozhodla, že od 1. dubna 2008 má být funkce provozovatele dráhy pro celostátní dráhu i regionální dráhy vlastněné státem převedena z Českých drah, a.s. na SŽDC (stalo se tak však až 1. července 2008).
12. prosince 2007 podal poslanec Oldřich Vojíř, předseda hospodářského výboru sněmovny, návrh zákona, jimž měla být od 1. června 2008 změna předmětu činnosti obou organizací účinná s tím, že přechodné ustanovení počítalo s pozdějším datem faktického převodu role provozovatele dráhy. 18. ledna 2008 vyjádřila vláda s návrhem zákona souhlas. Podle některých poslanců šlo de facto o ministerský návrh, jímž ministerstvo obcházelo běžný legislativní proces v zájmu urychlení. Pozměňovací návrhy hospodářského výboru umožnily ČD i SŽDC podnikání nad rámec povinné základní činnosti, například provozování vleček atd., avšak České dráhy byly povinny vést pro různé činnosti oddělené účetnictví a to podléhalo povinnému auditu. 19. března 2008 poslanecká sněmovna návrh zákona schválila (poslanci KSČM se zdrželi hlasování, poslanci ostatních stran byli z velké většiny pro návrh).
Usnesení hospodářského výboru PSP č. 157 z 27. února 2008 směřovalo k převedení majetku tvořícího „živou dopravní cestu“ (výpravní budovy, telekomunikační zařízení, pozemky pod dopravní cestou) na SŽDC do 30. června 2009 a k oddělení osobní dopravy ČD do jedné nebo více dceřiných společností do 31. prosince 2009 a k témuž datu převedení veškerého zbylého majetku a zaměstnanců ČD do SŽDC. Žádné z těchto usnesení nebylo sněmovnou schváleno. Bylo však přijato usnesení, že vláda, resp. ministerstvo dopravy má do 31. prosince 2008 předložit koncepci dokončení transformace české železnice.
1. září 2011 přešlo z Českých drah do SŽDC cca 9214 pracovníků zajišťujících provozování dráhy, například výpravčí, signalisté, strážníci oddílů či závoráři.

### Současnost
České dráhy, a.s. provozují několik krátkých úseků celostátní dráhy a 61 veřejných vleček:
- úsek mezi žst. Praha-Vršovice seř. n. (odj. skupina) a Praha jih (odstavné nádraží): jednokolejná trať o délce 0,95 km, napájení 3 kV, traťová rychlost 60 km/h, součást celostátní dráhy, na dvou místech zaústěna do dráhy Správy železnic, doprava organizována jak formou jízdy vlaku, tak formou posunu mezi dopravnami
- úseky celostátní dráhy uvnitř obvodů železničních stanic, provoz na nich organizován výhradně formou posunu a bez jízdního řádu:
  - obvod žst. Bohumín, délka dráhy 2,875 km, nejvyšší dovolená rychlost 5 km/h (při jízdě na točnu 3 km/h), napájení 3 kV, zaústění do dráhy Správy železnic na 13 místech
  - obvod žst. České Budějovice, délka dráhy 2,900 km, nejvyšší dovolená rychlost 5 km/h, napájení 25 kV 50 Hz, na 5 místech zaústěna do vlečky SOKV České Budějovice a na 3 místech do celostátní dráhy Správy železnic.
  - obvod žst. Děčín hl.n., délka dráhy 5,499 km, nejvyšší dovolená rychlost 5 km/h, napájení 3 kV, na 11 místech zaústěna do dráhy Správy železnic.
  - obvod žst. Plzeň hl.n., délka dráhy 8,188 km, nejvyšší dovolená rychlost 15 km/h, napájení 25 kV 50 Hz, na dvou místech zaústěna do dráhy Správy železnic a na jednom místě do vlečky Teplárna.
  - obvod žst. Tábor, délka dráhy 1,950 km, nejvyšší dovolená rychlost 5 km/h, napájení 25 kV 50 Hz, na jednom místě zaústěna do dráhy Správy železnic.
- 60 vleček DKV (dep kolejových vozidel) České dráhy a.s., se zaústěním do stanic Bělá nad Radbuzou, Benešov u Prahy, Beroun, Bezdružice, Blatná, Brno dolní n., Brno-Maloměřice, Brno-Horní Heršpice, Čerčany, Česká Lípa hl. n., Česká Třebová, Domažlice, Frýdek-Místek, Havlíčkův Brod, Hodonín, Hradec Králové hl. n., Cheb, Choceň, Chomutov, Jihlava, Jilemnice, Kladno, Klatovy, Kolín, Kralupy nad Vltavou, Kroměříž, Letohrad, Liberec, Lipová Lázně, Lochovice, Louny, Meziměstí, Mirošov, Mladá Boleslav hl. n., Náchod, Nymburk hl. n., Nýřany, Olomouc hl. n., Opava východ, Osoblaha, Otrokovice, Pardubice hl. n., Plzeň hl. n., Praha-Libeň, Praha-Vršovice, Protivín, Rakovník, Rumburk, Stará Paka, Suchdol nad Odrou, Šumperk, Telč, Tišnov, Trutnov hl .n., Valašské Meziříčí, Veselí nad Lužnicí, Veselí nad Moravou, Volary, Vsetín, Znojmo.
- 1 vlečka RSM (regionální správy majetku) České dráhy, a.s. v žst. Kralupy nad Vltavou

Činnosti související s přijetím pravidel pro výpočet ceny za užití dráhy, s cenou za přidělení kapacity dráhy a přidělováním kapacity dráhy za provozovatele vykonává Dopravní fakulta Jana Pernera Univerzity Pardubice, přičemž funkci přídělce za ČD, a.s. má vykonávat nestranně.

### Železniční stanice
Podle zákona 77/2002 Sb. k 1. lednu 2003 byl majetek dosavadní státní organizace ČD rozdělen mezi novou akciovou společnost ČD a státní organizaci SŽDC (od 1. 1. 2020 Správa železnic) tak, že SŽDC spravuje a provozuje mimo jiné železniční zastávky a dále nástupiště v železničních stanicích (s výjimkou 1. perónů, pokud jsou tyto spojeny s výpravní budovou). ČD, a.s. však byly také vlastníkem některých nemovitostí, které byly součástí dráhy nebo s ní souvisely, zejména některé nádražní a provozní budovy v areálech železničních stanic a pozemky v areálech železničních stanic, ojediněle i pod širou tratí. Stav, kdy některé součásti dráhy, zejména staniční budovy, nepatřily vlastníkovi dráhy, s nímž vstupovali do vztahu dopravci, se stal problematickým zejména s postupující liberalizací osobní železniční dopravy a vstupem nových dopravců. Proti takovému stavu směřovala i připravovaná legislativa EU, konkrétně tzv. 4. železniční balíček, který v čl. 7 vyhlašoval neslučitelnost nesení a výkonu některých práv a povinností provozovatele dráhy a dopravce totožnou osobou. Ministerstvo dopravy ve svém návrhu konstatovalo, že z důvodu výkonu práv a plnění povinností vlastníka dráhy je vhodné v případě drah vlastněných státem soustředit u jednoho subjektu vlastnické právo ke všem součástem železniční dráhy. V letech 2008–2011 byly z ČD, a.s. na SŽDC, s.o. převedeny činnosti související s provozováním dráhy včetně zaměstnanců a části majetku, staniční budovy však převedeny nebyly.
Ministerstvo dopravy v červnu 2013 zveřejnilo materiál „Převod nádraží z majetku ČD, a.s. do majetku státu s právem hospodařit pro SŽDC, s. o.“, připravený k projednání v Poradě ekonomických ministrů. Tento záměr předpokládal převod k 1. lednu 2014, avšak cca 9 měsíců od rozhodnutí. Konkrétní vymezení převáděného majetku údajně nebylo v té době zatím provedeno, ačkoliv materiál obsahoval indikativní odhad ceny majetku navrženého k převodu, mechanicky propočtený na základě plochy budov a pozemků na základě hrubého odhadu potřebné části z celkových ploch nemovitostí. Převádět se měly nemovitosti určené pro poskytování služeb dopravcům a jejich cestujícím, tedy veřejně přístupné prostory, k jejichž provozování se vztahovaly povinnosti vlastníka dráhy vyplývající z právních předpisů. V širším smyslu k nim příslušely též logicky náležející pozemky, tedy pozemky pod vlastní budovou a pozemky rozšiřující její funkce, například přístupové cesty, parkoviště, stanoviště MHD atp. Ostatní zbytný majetek měly ČD prodávat vlastními silami. Materiál předpokládal, že počet železničních stanic bude redukován, přičemž některé ekonomicky nerentabilní dopravny mohou být převedeny do správy a užívání, případně i do vlastnictví, obcím nebo externím subjektům a některé stanice budou změněny na zastávky. Současně mělo být převedeno asi 470–500 zaměstnanců zabývajících se správou tohoto majetku a průřezovými činnostmi (například právními, personálními, požárními, ekologickými) a dalších zhruba 130 zaměstnanců, kteří v rámci osobní dopravy ČD vykonávají činnosti obsluhy nádraží (úschovny, úklid, provoz veřejně přístupných prostor). Podle návrhu mělo jít o převod celé agendy, tedy „části podniku“, nikoliv jen holého majetku. Proto měla být tato agenda ještě před převodem v Českých drahách soustředěna do společné organizační složky nazvané „Železniční stanice“, která by zajišťovala jak provozuschopnost příslušné části železniční dopravní cesty, tak povinnosti vlastníka, správce a provozovatele železničních stanic. K převodu tohoto majetku a činností z ČD na SŽDC nebyly podle ministerského materiálu nutné úpravy legislativy. Předpokládalo se, že provoz stanic bude financován ze tří zdrojů: z komerčních výnosů (nájemného), ze staničního poplatku od dopravců a z dotací (příspěvku na provozuschopnost).
Vzhledem k tomu, že České dráhy byly akciovou společností (čili majetek nemohou převádět bezúplatně), by podle návrhu ministerstva měla SŽDC odkoupit od Českých drah část podniku. Předběžný indikativní odhad v materiálu ministerstva činil cca 6,5 mld. Kč. Vzhledem k výši ceny a možnostem státního rozpočtu materiál předpokládal prodej na splátky, proto ministerstvo zažádalo v rámci přípravy rozpočtu a střednědobého výhledu rozpočtu o přidělení částky 1,5 mld. Kč pro rok 2014 a pro následující roky. Ministerstvo v materiálu upozornilo, že je nutné zajistit, aby nebylo možné platbu napadnout jako poskytnutí veřejné podpory, a proto považovalo za nutné postup konzultovat s ÚOHS, resp. Evropskou komisí (notifikace z důvodu právní jistoty).
Podle informace z počátku října 2014 České dráhy připravily veškeré náležitosti nutné k převodu, což mělo umožnit, aby návrh ministerstva byl postoupen vládě. První etapa měla zahrnovat převod budov a pozemků pod nimi za cenu kolem 5 miliard Kč, druhá etapa se týkala převodu pozemků pod kolejišti a vyžadovala předchozí úpravy vymezení parcel, cena byla odhadována až na 2 miliardy Kč. Podezření z nedovolené státní podpory Českých drah, a.s. měla na podnět ostatních dopravců posoudit Evropská komise a případně Úřad pro ochranu hospodářské soutěže. Problematický byl převod budov, které České dráhy spoluvlastnily s developerskými společnostmi, například smíchovské, holešovické a Masarykovo nádraží v Praze nebo hlavní nádraží v Brně, na základě nevypověditelných smluv se skupinou Penta z let 2004–2006.
Řídicí výbor Českých drah, složený ze zástupců ministerstev, 4. února 2016 vyjádřil souhlas s převodem nádraží na Správu železniční dopravní cesty a uložil představenstvu, aby pokračovalo v přípravě převodu, jestliže to bude pro akciovou společnost ČD ekonomicky výhodné i s ohledem na budoucí strategii rozvoje společnosti. Rozhodnutí podléhalo ještě schválení dozorčí radou a představenstvem ČD, v nichž nebyl názor na transakci jednotný. Vláda ČR již údajně transakci schválila. Ředitelka právního odboru ČD Daniela Kovalčíková zpracovala materiál s názvem Rizika převodu železničních stanic, v němž převod výrazně nedoporučovala. Záměru například vytýkala, že tržní hodnota stanic byla stanovena posudkem v roce 2015 a od té doby se změnila, a dále uvádí, že u ČD tím ztratí konkurenční výhodu a stoupnou jí náklady, jde o vyvedení majetku ze společnosti bez restrukturalizačního projektu a transakce může vést též k předčasné splatnosti dluhopisů. ČD údajně původně počítaly s cenou 8 miliard korun, ale posudek znalců z PwC stanovil cenu lehce nad tři miliardy korun. Ministerstvo dopravy a SŽDC údajně počítaly s převodem k 1. dubnu 2016 a MF Dnes uváděůa, že u nich ze zmíněného materiálu zavládlo zděšení. Odpůrcům převodu nádraží se hodila i žaloba RegioJetu, který prodej tzv. mrtvé dopravní cesty SŽDC napadal jako nedovolenou veřejnou podporu Českých drah.

## Osobní železniční doprava

### Postavení na trhu
Na státních tratích zpravidla České dráhy provozují přinejmenším větší podíl osobní dopravy, mnohde veškerou pravidelnou osobní dopravu. Na některých tratích, kde dříve provozovaly drážní dopravu ČD, nyní[kdy?] jezdí či nějakou dobu jezdily vlaky jiných železničních firem.
9. ledna 2008 vláda schválila záměr založit dceřinou společnost Českých drah pro osobní dopravu. V parlamentní diskusi se ministr Aleš Řebíček 31. ledna 2008 vyjádřil, že jsou ještě zvažovány různé varianty, zda bude vytvořena jen jedna dceřiná společnost pro osobní dopravu, nebo dvě (jedna pro rychlíkovou a druhá pro regionální dopravu) nebo zda dceřiné společnosti pro provozování regionální dopravy budou založeny pro každý kraj zvlášť. V únoru 2008 se Petr Moravec, od roku 2004 generální ředitel Veolia Transport Česká republika, stal náměstkem pro osobní dopravu v Českých drahách. Do té doby vystupoval jako kritik Českých drah i ministerstva dopravy, které neumožnilo firmě Connex získání zakázky na rychlíkovou dopravu. Moravec se měl podílet na vzniku dceřiné společnosti Českých drah pro osobní dopravu. Hned po svém nástupu, v únoru 2008, Petr Moravec oznámil záměr postupovat provozování některých spojů ve výběrovém řízení subdodavatelům, pokud by linku provozovali efektivněji. V březnu 2009 byl Moravec pověřen zřízením autobusové divize ČD a na postu náměstka pro osobní dopravu jej nahradil dosavadní ředitel dceřiné společnosti Výzkumný Ústav Železniční Antonín Blažek. Ke zřízení dceřiné společnosti ČD pro osobní dopravu nakonec nedošlo a provozování autobusové dopravy se nakonec na krátký pokus objednání dopravy na jedné návazné lince u autobusového dopravce. Petr Moravec poté od dubna 2011 působil ve společnosti Abellio CZ, která však na trhu železniční dopravy v Česku vůbec neuspěla.[zdroj?]
Naprostou většinu osobní dopravy provozují České dráhy v závazku veřejné služby, tedy na objednávku krajů a ministerstva dopravy a s jejich dotacemi. Pod tlakem konkurence byly zrušeny státní dotace pro vlaky kategorií EuroCity a InterCity, proto České dráhy převedly většinu svých dosavadních vlaků IC (všechny kromě SC Pendolino) do nižší a stále dotované kategorie expresů. Na některých tratích však kvůli mezinárodním smlouvám zůstaly zachovány i dotace pro vlaky EC, resp. EN. Na vlastní podnikatelské riziko tak provozují prakticky pouze vlaky kategorie SC Pendolino na trati z Prahy na Ostravsko, kde jim konkurují dva další dopravci (RegioJet a Leo Express).[zdroj?]
V souvislosti s pokračující liberalizací železniční dopravy České dráhy od prosince 2019 přišly asi o 5 % objednaných spojů, resp. výkonů v osobní dopravě, z dálkových vlaků se jednalo o rychlíky Brno – Ostrava – Bohumín (RegioJet), Praha – Rakovník, Praha – Příbram – České Budějovice, Praha – Mladá Boleslav – Turnov – Tanvald a Kolín – Mladá Boleslav – Česká Lípa – Nový Bor (ARRIVA vlaky). ČD tak měly zeštíhlit flotilu vozidel a vyřešit problémy s opravárenskými a jinými kapacitami, které zůstaly na tratích, kde dopravou převzali jiní dopravci (RegioJet, Leo Express, ARRIVA vlaky a Die Länderbahn). Dopravce měl situaci využít k vyřazení nejopotřebovanějších vozidel. ČD hledaly také možnosti využití svých opravárenských kapacit ostatními dopravci, například vyjednávaly se společností Arriva o spolupráci na údržbě jejích vozidel v depu ve Vsetíně, protože oba dopravci provozovali motorové jednotky 646 Stadler.

### Vlaky
České dráhy a Správa železnic tradičně rozlišují kategorie vlaků (spojů) pro přepravu cestujících: osobní vlak (Os), spěšný vlak (Sp), rychlík (R) a expresní vlaky neboli vlaky vyšší kvality. Expresní vlaky (vlaky vyšší kvality) se rozlišují na expres (Ex), InterCity (IC), mezi které patří i vlaky s obchodním označením SuperCity (SC), EuroCity (EC), EuroNight (EN). Od jízdního řádu, který vstoupil v platnost 9. prosince 2018 rakouské dráhy ve spolupráci s dalšími dopravci (mj. i s ČD) provozovaly noční vlaky kategorie NightJet. Vlaky neurčené pro přepravu cestujících (manipulační jízdy) se označují jako soupravový vlak (Sv). Vybrané vlaky Českých drah nesou kromě zařazení do kategorie a čísla spoje také své pojmenování, od jízdního řádu 2019 měly všechny dálkové vlaky název sjednocený podle linky (např. všechny vlaky Praha – Vídeň – Št. Hradec nesou název Vindobona, vlaky Praha – Budapešť Metropolitan, rychlíky Liberec – Pardubice Ještěd atp.).
Od prosince 2014 do prosince 2018 České dráhy provozovaly kategorii rychlík vyšší kvality (Rx). Na těchto vlacích ČD garantovaly, že alespoň 80 % soupravy bude sestaveno z nových či modernizovaných vozů, přičemž se za modernizované vozidlo nepovažovaly např. vozy řady B (byť by byly revitalizovány). V každém vlaku byla alespoň část vozů klimatizována a disponovala zásuvkami 230 V. Hlášení o jízdě, následujících zastávkách a mimořádnostech probíhalo prostřednictvím vlakového rozhlasu a velká část vozidel byla vybavena i elektronickým informačním systémem. Na relacích Praha – Brno přes Českou Třebovou a Brno – Olomouc přes Břeclav byly spolu se zavedením kategorie Rx na těchto trasách nasazeny elektrické jednotky InterPanter, které nahradily dosud provozované klasické soupravy.[zdroj?]
S ohledem na vozový park zděděný po Českých drahách, s.o., potažmo Československých státních drahách, jsou využívány jak vlaky složené z klasických souprav tažených lokomotivou, tak dieselové motorové vozy (doplňované k nim navrženými přívěsnými vozy), zejména na vytížených příměstských tratích též elektrické vlakové jednotky. Na vlacích vyšší kvality jsou využívány téměř výhradně vlaky s klasickou soupravou tažených lokomotivou s výjimkou vlaků SC Pendolino, pro které jsou charakteristické elektrické jednotky určené výhradně pro tento účel, a vlaků vedenými netrakční jednotkou Railjet s lokomotivami Taurus. Zhruba od počátku 21. století sílí tendence vytvářet obousměrné soupravy, a to nákupem či výrobou jednotek či souprav s řídicími vozy.[zdroj?]

### Vozový park

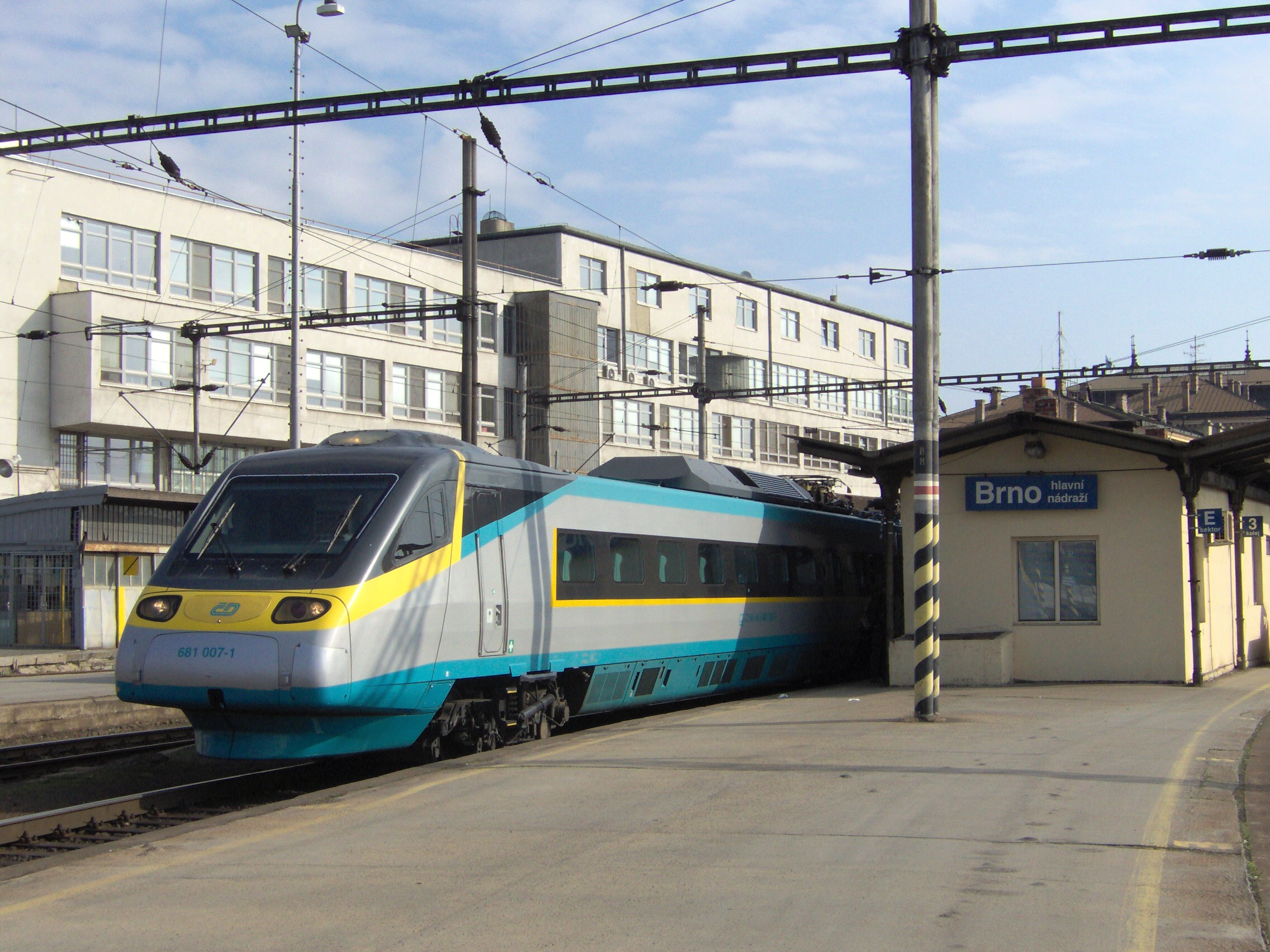
Pendolino

V únoru 2008 měly České dráhy přibližně 1000 lokomotiv a 4000 osobních vozů o průměrném stáří kolem 20 let. Roční náklady na udržení takového stavu vyčíslily na 20 miliard Kč, z veřejných rozpočtů na tento účel dostávaly kolem 3 miliard Kč ročně.
Průměrné stáří vozového parku ČD bylo v roce 2009 uváděno 26 let, což řadilo Českou republiku na jedno z posledních míst v Evropě. K obnově vozového parku mělo být určeno 12 miliard Kč, které ČD získaly v roce 2008 prodejem části svého majetku SŽDC, avšak většina z této částky byla ještě v témže roce použita na pokrytí provozních nákladů.
České dráhy s.o. od roku 1997 kupovaly vozy s maximální rychlostí 200 km/h pro zařazení do vlaků vyšších kategorií. Od roku 2007 mají ČD a.s. takových vozů 83 včetně 12 lůžkových. Na rychlost 160 km/h mají[kdy?] České dráhy asi 460 vozů, ne všechny je však možno, s přihlédnutím k jejich stáří, zařadit do souprav vlaků vyšší kategorie.
České dráhy modernizovaly vozový park nejen pomocí nákupu nových vozidel, ale také pomocí rozsáhlých rekonstrukcí, od roku 2009 např. revitalizací interiéru zastaralých rychlíkových vozů řad A, B, případně AB nebo BDs v designovém provedení interiéru od studia Najbrt, které bylo obecně autorem korporátního stylu ČD. Přestože se rekonstrukcí výrazně zvyšoval komfort cestujících, po technické stránce se vozy v podstatě nestalo. Modernizace proběhla i na regionálních tratích – část motorových vozů řady 810 a přívěsných vozů řady 010 byla v letech 2004–2012 postupně přestavěna na jednotky Regionova.[zdroj?]
Pro příměstský provoz České dráhy uzavřely mj. smlouvy na čtyři série o celkem 83 dvoupatrových elektrických jednotek řady 471 známých pod názvem CityElefant, které byly dodávány mezi roky 1997–2013, nebo čerstvější uzavřený kontrakt na 15 jednopodlažních elektrických jednotek Škoda 7Ev, obchodně zvané RegioPanter, které měly být dodány během druhé poloviny roku 2012. Od roku 2011 České dráhy nakupovaly též polské motorové jednotky Pesa Link, které provozují pod obchodním názvem RegioShark, a německé motorové vozy typu Stadler RegioShuttle RS1 provozované pod marketingovým názvem RegioSpider.
V rámci modernizace vozového parku pro dálkovou dopravu České dráhy zakoupily sedm italských jednotek Pendolino, které výhledově měly dosáhnout rychlosti až 230 km/h. Od roku 2004 byla jedna souprava Pendolino ve zkušebním provozu na trati Praha–Děčín. Pravidelný provoz na více trasách začal 11. prosince 2005. Vlaky byly vedeny v komerční kategorii SuperCity SC 500–511 mezi stanicemi Praha hlavní nádraží a Ostrava hl. n., dopravní kategorií na této trase byl IC. V úseku Praha–Břeclav pak byla také vedena na některých EC vlacích a od prosince roku 2006 jezdila Pendolina z Prahy až do Vídně a Bratislavy. Na začátku roku 2006 měla Pendolina různé problémy, a proto musela být na několik týdnů stažena z provozu. Provoz Pendolin do zahraničí byl zcela ukončen v jízdním řádu 2012/2013 z důvodu nezájmu partnerských železničních správ.[zdroj?] Naopak se ale poměrně dobře uchytilo spojení na západ Čech, v sobotu Pendolino z Bohumína do Prahy pokračuje do Františkových Lázní, v neděli jede pouze z Prahy. Dále jezdí jeden pár Pendolina do Plzně.[zdroj?]
V srpnu 2012 se České dráhy rozhodly koupit celkem 7 jednotek Railjet. Tyto jednotky dopravce nasazoval od prosince 2014 ve spolupráci s Rakouskými spolkovými dráhami na lince Praha – Brno – Vídeň – Graz, od června 2019 také na lince Praha – Bratislava a podle plánů měly od léta 2020 jezdit i do Berlína, čímž by bylo obnoveno přímé spojení Berlína s Vídní přes Prahu, které bylo zrušeno v prosinci 2014.
Podrobnější informace jsou v článcích o jednotlivých depech kolejových vozidel a v seznamech českých a slovenských lokomotiv, českých a slovenských motorových vozů, českých osobních vozů a českých a slovenských přípojných vozů.
Od listopadu 2008 používají České dráhy pro nová a rekonstruovaná či přetíraná vozidla nový korporátní styl označovaný podle studia, které je vytvořilo, Najbrt. Jeho nejnápadnějším projevem jsou modrošedá barevná schémata exteriérů vozidel, styl ale zahrnuje i specifické provedení interiérů, zejména potahů sedaček. Do roku 2011 prošel několika změnami.[zdroj?]
Od roku 2015 jezdily nově jednotky InterPanter, a to na trase Brno–Břeclav–Olomouc. Na lince Praha–Brno pak byl první vlak nasazen 27. ledna 2016.

### Jízdné a jízdenky
Ve větších stanicích České dráhy prodávají jízdenky v tradičních prodejních okéncích na nádražích, přičemž stanice jsou kategorizovány podle toho, jaký sortiment jízdenek či doplňkových služeb je v nich k dispozici. Všechny pokladny jíž tisknou jízdenky prostřednictvím počítače. V nověji rekonstruovaných stanicích zřizují ČD též přepážkově uspořádaná ČD centra poskytující komplexnější služby včetně prodeje doplňkového zboží (propagačních předmětů). V některých významnějších stanicích jsou kromě prodejních okének též automaty, které umožňují nákup jízdenky za peníze z elektronické peněženky na In-kartě.[zdroj?]
Postupně narůstá počet zastávek a méně významných stanic, kde se jízdenky vůbec neprodávají nebo je jejich prodej časově omezen. Cestujícím, kteří nastupují ve stanicích nebo zastávkách, kde výdejna jízdenek není nebo je v době odjezdu vlaku neobsazená (a s přirážkou též cestujícím, kteří si jízdenku v nástupní stanici nestačili koupit), prodává jízdenky obsluha vlaku, tedy zpravidla průvodčí nebo vlakvedoucí, kteří průběžně procházejí vlakem; na některých regionálních tratích obsluhovaných motorovým vozem jsou tyto funkce kumulovány s funkcí strojvedoucího a jízdenky se kupují v okénku jeho kabiny. Tito pracovníci jsou vždy vybaveni přenosnou osobní pokladnou (POP), která dokáže vystavovat a také kontrolovat jízdní doklady, včetně bezkontaktních čipových karet (BČK) a jízdenek zakoupených online, zobrazených prostřednictvím mobilních zařízení nebo vytištěných na papíře (např. eTikety). Jízdenky jsou z POP zpravidla tištěny s QR kódem, který slouží k efektivnější kontrole jízdenek (po načtení kódu zobrazí POP pověřenému zaměstnanci informace o jízdence), ale také k rychlejšímu vystavení doplatků (při výdeji doplatků si po načtení kódu POP sama vybere potřebné informace a tyto poté není třeba vyplňovat zdlouhavě ručně).[zdroj?]
Na některých regionálních tratích jsou zavedeny specifické způsoby odbavování cestujících, kdy si cestující buď musí ve vlaku v označovači označit jízdenku zakoupenou v předprodeji nebo využít prodejní automat jízdenek přímo ve vozidle či si zakoupit jízdenku u strojvedoucího; způsob a pravidla odbavování se na různých tratích navzájem liší. Na těchto tratích však platí i běžné jízdenky, zejména pokud cestující přejíždí z jiné trati.[zdroj?]
Jízdenky za obyčejné jízdné se vydávají pro jízdu mezi dvěma konkrétními stanicemi a konkrétní trasou, přičemž jízdné je dynamické, podobně jako u některých soukromých dopravců.[zdroj?] Krom toho existují různé typy zákaznických, akčních a relačních slev, z nichž mezi nejběžnější patří In-karta a slevy pro studenty, žáky a seniory. Významný podíl cestujících je držitelem režijní jízdenky zaměstnance nebo jeho rodinného příslušníka, ti platí roční jízdné spíše symbolické. V regionální (a ve vybraných vlacích i v dálkové) dopravě platí vedle tarifu ČD také tarify IDS (integrovaných dopravních systémů). Sortiment jízdenek prodávaných z výdejních zařízení ČD bývá omezen, podrobnější informace o tarifech je třeba hledat v konkrétních přepravních podmínkách IDS a nebo na stránkách ČD.[zdroj?]
V současné době[kdy?] jsou České dráhy zapojeny do Systému jednotného tarifu (SJT) a prodávají jízdenky OneTicket, které jsou uznávány napříč republikou ve vlacích většiny dopravců.[zdroj?]

### Propagace a informace
Akciová společnost České dráhy převzala logo, které v roce 1993 pro státní organizaci České dráhy navrhl Gustav Šeďa. Od listopadu 2008 zavádějí České dráhy modře laděný korporátní styl, nazývaný podle autorského studia Najbrt.[zdroj?]
Společnost České dráhy vydává od roku 1995 časopis s názvem ČD pro vás, s podtitulem Reklamní magazín Českých drah. Je bezplatný, barevný, k dostání ve stojanech na vlakových nádražích, ve vlacích vyšší kategorie a je také dostupný on-line. Redakce časopisu je v sídle Generálního ředitelství ČD v Praze 1, šéfredaktorem je Václav Rubeš.
 Stejná redakce tvoří i čtrnáctideník Železničář. Šéfredaktorem je Petr Slonek, bratr novinářky Sabiny Slonkové.[zdroj?]
České dráhy provozují podnikový web, přes který je mimo jiné možné vyhledávat dopravní spojení či kupovat elektronické jízdenky či objednávat další služby (ČD Kurýr aj.). Vyhledávač spojení na tomto webu defaultně vyhledává pouze vlaky Českých drah a tzv. „smluvních dopravců“, nelze jej přepnout tak, aby zahrnoval i železniční spoje konkurenčních dopravců a není schopen kombinovat železniční spojení s dopravou v síti autobusové dopravy a v sítích MHD, připadně jiných typů dopravy. Pro komplexnější vyhledávání spojení lze využít například systém IDOS, který sice v letech 1997–2007 vyvíjely a provozovaly České dráhy, nyní však z webu Českých drah není nijak nápadně odkazován.[zdroj?]
Vydávání celostátního knižního jízdního řádu železniční osobní dopravy převzala SŽDC, České dráhy jej však ve svých pokladnách a zákazníckých centrech prodávaly a například v roce 2013 byly na první straně obálky uvedeny jako jediný vydavatel a na hřbetě bylo logo ČD uvedeno jako první před logem SŽDC, ačkoliv na úvodní stránce A1 byla jako jediný vydavatel uvedena SŽDC. Celostátní knižní jízdní řády nejsou registrovány jako periodická ani jako neperiodická publikace. Vlastním nákladem vydávají České dráhy různé regionální jízdní řády, zejména sešitový jízdní řád pro Prahu a přilehlou část Středočeského kraje. Ve vlacích vyšší kvality (od expresu výše) a občas i na některých rychlících a regionálních linkách dávají ČD ve vozech zdarma k dispozici vlakové průvodce, což je většinou jednoduchá papírová skládačka či útlý sešitek s podrobným rozpisem jízdního řádu daného spoje nebo linky včetně údajů o návazných spojích v přestupních stanicích. Služby vyhledávání spojení včetně bezplatného vytištění výsledku poskytují prostřednictvím zařízení pro výdej jízdenek všechny pokladny a všichni průvodčí.[zdroj?]
V září 2015 začaly ČD používat na vozidlech nápisy Národní dopravce. V srpnu 2015 si ČD podaly žádost o registraci této obchodní známky, Úřad průmyslového vlastnictví ji v únoru 2019 zaregistroval a zamítl rovněž námitky konkurence. Velkým zastáncem označení byl údajně náměstek Michal Štěpán. ČD se odvolávaly na zákon č. 77/2002 Sb., podle jehož § 8 akciová společnost České dráhy vystupuje v mezinárodní železniční přepravě podle mezinárodních smluv jako národní železniční podnik České republiky. RegioJet i Leo Express v roce 2015 prohlásily, že jsou rovněž národními dopravci, přičemž stát nesmí poskytovat výhody jen jedné společnosti a ovlivňovat tak soutěž. Koncem srpna 2019 úřad po čtyřletém řízení rovněž dopravci Leo Express zapsal značky LEO Express Národní dopravce a LEO Express Mezinárodní dopravce. Také RegioJet měl zažádáno, a to o značky „RegioJet národní dopravce“ a obrazovou značku REGIOJET STUDENT AGENCY VÁŠ NÁRODNÍ DOPRAVCE.

## Nákladní železniční doprava
Nákladní doprava se zaměřovala hlavně na suroviny, polotovary a kontejnery. Zisky z nákladní dopravy činily ročně přes 600 miliónů korun.
Od prosince 2007 proběhlo vyčlenění nákladní dopravy do dceřiné společnosti ČD Cargo. Její základní kapitál byl 8,8 miliardy korun, od Českých drah měla být do nové společnosti převedena třetina všech lokomotiv, všech 32 000 nákladních vagonů a 13 000 z původních asi 55 000 zaměstnanců. Proběhla jednání mezi českou a slovenskou vládou o propojení ČD Carga se slovenským dopravcem Železničná spoločnosť Cargo Slovakia, který vznikl v lednu 2005. K dohodě však nedošlo z důvodu rozdílného pohledu obou stran na majetkové podíly a případnou privatizaci takto vzniklé společnosti.
Josef Bazala, dosavadní ředitel Českých drah, byl do června 2010 předsedou představenstva a generálním ředitelem ČD Cargo.
Úřad pro ochranu hospodářské soutěže udělil v červenci 2008 Českým drahám pokutu 270 milionů Kč za zneužití dominantního postavení v oblasti nákladní železniční dopravy tím, že zvýhodňovaly některé své klienty nižšími cenami, aby si je zavázaly ke dlouhodobé spolupráci, zatímco jiným klientům nabízely tak nevýhodné podmínky, že jim znemožňovaly vstoupit na trh železniční nákladní dopravy a působit na něm. Stížnost podala společnost ŠPED-TRANS Levice. České dráhy protestovaly proti tomu, že byla v rozhodnutí jako relevantní trh vymezena pouze železniční doprava, nesouhlasily s postihem za snížení ceny v reakci na nabídky konkurence, žádaly o odklad splatnosti a také požadovaly, aby pokuta přešla na dceřinou společnost ČD Cargo, do které byla mezitím převedena nákladní doprava. V tom jim nebylo vyhověno, ÚOHS ale v květnu 2009 pokutu snížil na 254 milionů Kč. I tak byla tato pokuta nejvyšší, jakou kdy tento úřad jedné firmě pravomocně udělil. Krajský soud v Brně 21. dubna 2011 rozhodnutí o pokutě potvrdil, přestože nalezl v rozhodnutí ÚOHS některé chyby, které však na rozhodnutí neměly vliv.

## Další druhy dopravy

### Lanové dráhy
V minulosti ČSD a ČD nejméně do roku 1995 provozovaly lanovky (Janské Lázně – Černá Hora (903), Pec pod Sněžkou – Sněžka (904), Bohosudov – Kněžiště (901), Horní Hanychov – Ještěd (902), Oldřichovice – Javorový vrch u Třince (905). V následujících letech však byla většina českých lanovek zprivatizována.[zdroj?]
V majetku a provozování Českých drah zůstala pouze visutá kabinová lanová dráha na Ještěd (naposledy pod číslem 900), která je po tragické nehodě z října 2021 dlouhodobě mimo provoz a o jejím dalším osudu se rozhoduje.

### Autobusová doprava
Od 11. prosince 2005 objednávají České dráhy u Dopravního podniku hl. m. Prahy provozování linky Airport Express, která je součástí smlouvy o závazku veřejné služby mezi hlavním městem Prahou zastoupeným organizací ROPID a Českými drahami. Platí na ní speciální nepřestupný tarif PID i tarif Českých drah. Původně byla zavedena současně s vlaky SC Pendolino, které byly provozovány jako společné (codesharové) spoje ČD a ČSA pod kódovým označením SC*/OK.[zdroj?]
17. března 2009 se objevila v médiích zpráva, že České dráhy hodlají vybudovat divizi pro autobusovou dopravu. Koncepci měl vytvořit dosavadní náměstek pro osobní dopravu Petr Moravec, který do konce ledna 2008 byl generálním ředitelem Veolia Transport Česká republika a od února 2008 přešel do vedení Českých drah.
Od 9. srpna 2009 se České dráhy spoluúčastnily provozování autobusové linky DB-Expressbus / SuperCity Bus na trase Praha–Norimberk. Šest párů spojů měly autobusy SETRA s dvěma cestovními třídami provádět německé dráhy DB. Linka byla integrována do tarifních nabídek DB i Českých drah, přičemž České dráhy linku řadily do sítě spojů SuperCity. České dráhy přitom potvrdily, že rozvoj autobusové dopravy doplňující páteřní železniční dopravu patří k jejich strategickým záměrům do budoucna a že spoluúčast na této lince je jednou z prvních vlaštovek realizace. Pro dálkové spojení mezi Mnichovem a Prahou, zavedené v prosinci 2011, si však DB vybraly jako partnera konkurenta Českých drah, soukromou společnost Student Agency.
Původně se uvažovalo o tom, že by autobusy Českých drah nahrazovaly nerentabilní regionální železniční dopravu, ale protože stát prozatím pro rok 2010 garantoval, že ji bude dotovat, rozvojová koncepce se soustředila na návaznou dopravu k nádražím. V listopadu 2009 tým vedený Petrem Moravcem informoval, že prověřil dopravní situaci tří tisíc českých měst a došel k závěru, že ve dvaceti z nich je nedořešená doprava k nádraží a z nich 7 je pro ČD zajímavých. 8. dubna 2010 České dráhy informovaly o svých záměrech provozovat regionální autobusovou dopravu dotovanou kraji. Služba měla nést název ČD Line a měla se zaměřit na malokapacitní autobusy (minibusy a midibusy s obsaditelností do 25 osob) navazující na železnici. Podrobně zpracovány byly návrhy 7 linek o délce 2 až 38 kilometrů a návrhy dalších 18 linek se připravovaly. Trasy ani oblasti, jichž se návrhy týkaly, ani předpokládaný termín zavedení ČD v té době nezveřejnily, zmínily však vstřícnou reakci zastupitelů Chodova nebo Bělé pod Bezdězem a trasu Olbramovice – Votice. Rovněž byla zmíněna možnost okružní linky z obytných čtvrtí v Českém Brodě.
V autobusech ČD Line měl platit tarif ČD i jejich systém slev. Vozidla si České dráhy údajně měly pronajímat od jiných dopravců.
Od 1. května 2012 začala, pod značkou ČD Bus, jezdit první taková linka, v trase Hranice – Nový Jičín – Příbor – Frýdek-Místek (číslo linky 920089.) Zastávky byly vesměs přímo u staničních budov, pouze v Příboru u kostela. Na lince jezdila dvě vozidla ve dvouhodinovém taktu, v Hranicích byl garantován přestup na vlakové spojení s Prahou. Autobus byl povinně místenkový, všechna místa 2. třídy, místenku bylo možné bezplatně získat i u autobusu. Jízdné bylo podle vlakového tarifu a s 25% slevou i bez IN-karty u jednoduchých a zpátečních jízdenek, jízdenky IDS zde neplatily, šlo o podnikání na komerční riziko. Podle tiskové zprávy ČD autobusový provoz pro ČD zajišťovala Veolia Transport Morava, podle BUSportálu však byly na linku nasazeny vozy Veolia Transport Východní Čechy. Na autobusy navazovaly expresní vlaky Českých drah směrem do Prahy; tato nabídka byla reakcí na síť RegioJetu, který rovněž sváží cestující z Frýdku-Místku autobusy ke svým vlakům do Olomouce. Na konci října 2013 České dráhy oznámily, že od 15. prosince 2013 provoz této linky skončí. Čtyřletou smlouvu s Arriva Transport vypověděly. ČD zrušení linky zdůvodnily tím, že se zlepšily přípojné vazby mezi vlaky v Ostravě směrem do a z Frýdku-Místku. IDnes změnu dává do souvislosti s nástupem nového managementu ČD a zrušením železniční linky D1 Express.
Další linka ČD BUS byla zavedena od 1. března 2015 pod licenčním číslem 000083 v trase Ostrava – Krakov, mezi hlavními nádražími v obou městech s mezizastávkou na krakovském letišti (vnitrostání přeprava v Polsku mezi krakovským letištěm a nádražím byla povolena), a to jedním párem spojů denně v sezóně od března do října. Na základě výběrového řízení ji provozovala Arriva Morava autobusy MAN LIONS COACH s kapacitou 49 míst, s klimatizací, Wi-Fi, TV a WC, spoje byly povinně místenkové. Linka byla prezentována jako pilotní projekt, další záměry však ČD v tiskové zprávě nenaznačily. Jízdní řád byl schválen s platností do 28. února 2020.
V dubnu 2022 se České dráhy staly stoprocentním vlastníkem vyškovského autobusového dopravce VYDOS BUS a.s., který v té době vlastnil kolem 80 autobusů, postupně chtěly navyšovat počet vozidel i zaměstnanců. Během roku 2022 chtěly tuto společnost přejmenovat na ČD Bus. České dráhy chtěly společnost využít pro zajištění náhradní autobusové dopravy během plánovaných výluk nebo mimořádných událostí, cílem pořízení vlastního dopravce mělo být snížení ceny za náhradní autobusovou dopravu a snížení závislosti na externích dodavatelích. Původní zakázky společnosti, tj. provozování MHD ve Vyškově a jednoho provozního souboru při výluce Brno – Adamov – Blansko, měly být dokončeny ve stávajícím rozsahu. Do funkce předsedy představenstva byl jmenován Adam Svojanovský, který u Českých drah vrcholově zaštiťoval oblast náhradní dopravy.

### Taxislužba
České dráhy po vzoru pražského letiště uvažovaly od druhé poloviny roku 2010 zavést nádražní taxislužbu pod značkou ČD Taxi v Praze, Brně a Ostravě. V listopadu 2009 bylo zahájení této služby plánováno na červenec 2010.
Službu měl ve všech třech městech provozovat na vlastní koncesi a s pětiletou smlouvou jediný subdodavatel, který měl vzejít z výběrového řízení vyhlášeného Českými dráhami, tržby a zisk by se měly dělit mezi ČD a provozovatele. ČD uvedly, že preferují modrou barvu těchto vozidel, ale počítaly s tím, že v Praze by se musely přizpůsobit žluté barvě. Logo ČD mělo být pouze magnetické a vozy neměly být vyhrazeny jen pro službu ČD Taxi, ale předpokládalo se i jejich využití pro standardní taxislužbu mimo rámec ČD. Tarif taxislužby měl být pásmový.
Do užšího kola výběr se dostali tři dispečinky. Podle původních představ ČD měla být propojena on-line rezervace mezi taxi dispečinkem a Českými drahami, takže by si zákazník spolu s jízdenkou na vlak koupil i voucher na taxi. Takový systém se jim však zavést nepodařilo.
Služba ČD taxi byla zavedena od 1. září 2011, a to u stanic ze stanic Praha hl. n., Brno hl. n., Ostrava hl. n. a Ostrava-Svinov, provozovatelem byla společnost City taxi. Cestujícímu byla garantována cena za kilometr, profesionalita řidiče či kvalitní klimatizovaný vůz. Taxi bylo možné objednávat několika způsoby, podmínkou získání výhod služby Českých drah bylo sdělení hesla „ČD Taxi“ a předložení jízdenky či In-karty s libovolnou aplikací – v Ostravě však byla cena pro zákazníky ČD shodná jako pro ostatní zákazníky, rovněž v Brně se cena ČD taxi nelišila od cen jiných taxislužeb. Cena při zavedení služby činila v Praze 25 Kč nástupní sazba, 20,10 Kč/km a za čekání 4 Kč/min, v Brně nástupní sazba 40 Kč, 28 Kč/km a čekání 3 Kč/min, v Ostravě nástupní sazba 20 Kč, 30 Kč/km a čekací sazba 6 Kč/min.
Vzhledem k tomu, že zejména v Brně a Ostravě nenabízela tato služba žádná skutečné výhody oproti běžným taxislužbám, a proto byla jen málo využívaná, jednaly České dráhy s provozovatelem od roku 2011 o snížení cen zejména v Brně. Od 1. května 2012 byly ceny ve všech třech městech téměř sjednoceny na nástupní sazbu 25 Kč, jízdu za 20 Kč/km (v Praze 20,10 Kč/km) a čekání 4 Kč/min.

## Hospodaření
Hospodaření Českých drah bylo dlouhodobě ztrátové. Zisk v roce 2011 způsobil zejména prodej řízení provozu Správě železniční dopravní cesty a prodej dalšího majetku, nicméně od roku 2014 se ziskové roky objevovaly častěji.
V trvalé ztrátě byla osobní doprava, naopak nákladní byla dlouhodobě v zisku. Stát jako stoprocentní vlastník (jediný akcionář) pokrýval veškerou ztrátu společnosti nejprve prostřednictvím dotací. Později dostalo financování formu smluv o závazku veřejné služby uzavíraných s ČD podobně, jako s jinými dopravci. Výroční zpráva ČD za rok 2004 uváděla celkem dotace do osobní dopravy 7,178 mld. Kč a investiční dotace ve výši 1,1496 mld. Kč, ale jiný zdroj uváděl přímé i nepřímé dotace do Českých drah 34,216 mld. Kč.
Později však začínaly ČD vykazovat účetní zisky. Za první pololetí roku 2007 to bylo 31,34 mil. Kč. ČD zvyšují efektivitu práce a dostávají se do zisku i v roce 2009 a s růstem zisku lze počítat i v roce 2010.
Na regionální železniční dopravu byly v roce 2008 uváděny tržby 2,7 miliardy Kč, dotace od krajů 4,7 miliardy Kč a ztráta 3,2 miliardy Kč, kterou přislíbilo uhradit ministerstvo dopravy.
K obnově vozového parku mělo být určeno 8 miliard Kč, které ČD získaly prodejem části svého majetku SŽDC, avšak z této částky začátkem roku 2009 zbývalo již jen 3,6 miliard Kč. Zhruba 2 miliardy Kč byly použity k pokrytí ztráty z regionální osobní dopravy za rok 2008, což konkurenční železniční dopravci kritizovali jako nedovolenou státní podporu. Jako nedovolená státní podpora byl rovněž kritizován fakt, že 2 miliardy Kč, které vláda v roce 2008 schválila na podporu dopravní obslužnosti, měly být použity pouze na sanaci ztrátového hospodaření jednoho z dopravců, Českých drah. Martin Špryňar, generální tajemník ČESMAD BOHEMIA, v souvislosti s penězi získanými ČD za majetek prodaný SŽDC hovořil o Českých drahách jako o „černé díře našich železnic“, kritizoval například nevýhodný systém pronájmu lokomotiv a vyjádřil obavy, že ČD využijí státní peníze k nerovné konkurenci s ostatními autobusovými dopravci.
V podobném smyslu podal k Evropské komisi stížnost i konkurent Radim Jančura, ale neúspěšně.
Investice Českých drah do železničních vozidel v letech 2003–2010:
- 2003: 1,081 mld. Kč
- 2004: 2,488 mld. Kč
- 2005: 3,174 mld. Kč
- 2006: 3,199 mld. Kč
- 2007: 3,283 mld. Kč
- 2008: 4,223 mld. Kč
- 2009: 4,196 mld. Kč
- 2010: 5,6 mld. Kč (odhad ČD, a.s.)
- 2011: 6,5 mld. Kč[110]

| Rok  | Zisk/ztráta    | Reference |
| ---- | -------------- | --------- |
| 2008 | -5,330 mld. Kč | [ 111 ]   |
| 2009 | -0,464 mld. Kč | [ 111 ]   |
| 2010 | -0,981 mld. Kč | [ 112 ]   |
| 2011 | 0,491 mld. Kč  | [ 112 ]   |
| 2012 | -1,594 mld. Kč | [ 113 ]   |
| 2013 | -1,953 mld. Kč | [ 114 ]   |
| 2014 | 0,156 mld. Kč  | [ 115 ]   |
| 2015 | -1,375 mld. Kč | [ 116 ]   |
| 2016 | 0,882 mld. Kč  | [ 117 ]   |
| 2017 | 0,984 mld. Kč  | [ 118 ]   |
| 2018 | 1,185 mld. Kč  | [ 119 ]   |
| 2019 | 1,315 mld. Kč  | [ 119 ]   |

## Poskytování informací
Zatímco ještě v říjnu 2011 Nejvyšší správní soud v rozhodnutí 9 As 48/2011 potvrdil, že České dráhy jako státem plně vlastněný i řízený podnik jsou veřejnou institucí ve smyslu zákona o veřejném přístupu k informacím, v roce 2017 judikaturní situaci změnil nález Ústavního soudu který z působnosti zákona vyňal polostátní společnost ČEZ a zároveň nastavil nová pravidla pro určení, kdo musí či nemusí veřejnosti informace poskytovat. Pod vlivem rozhodování vrcholných soudů, týkajících se společností se smíšeným vlastnictvím, pak Městský soud v Praze změnil svou praxi tak, že ve sporu Českých drah a soukromého dopravce RegioJet rozhodl (čj. 8 A 80/2017 – 50 ze dne 26. září 2017), že České dráhy informace poskytovat nemusejí, protože jsou podnikatelským subjektem, který nehospodaří s veřejnými prostředky, ale se svým vlastním majetkem a věnuje se podnikatelské činnosti v konkurenčním prostředí s jinými soukromoprávními subjekty, přičemž se nijak nepodílí na veřejné moci. Na postoji Českých drah nic nezměnil ani nález Ústavního soudu ve vztahu ke společnosti Pražská plynárenská Servis distribuce, který podmínky pro poskytování informací opět zpřesnil ve prospěch žadatelů o informace. Podle Oldřicha Kužílka tak nastala situace, kdy na jedné straně České dráhy měly platné rozhodnutí městského soudu, že povinným subjektem nejsou, a na druhé straně byl k dispozici nález Ústavního soudu, ze kterého plyne, že typově povinný subjekt jsou. Situace, že se soudní soustava „iteračně přibližuje výsledku“, je podle něj běžná, přičemž v mezičase by podle Kužílka mělo zasáhnout ministerstvo dopravy tak, že by mělo Českým drahám vyřizování dotazů občanů přikázat na základě politické odpovědnosti resortu zajistit transparentnost ČD. Ministr dopravy Dan Ťok k tomu v listopadu 2018 napsal, že „ČD podle rozhodnutí soudu nejsou povinný subjekt a informační povinnost prostě nemají.“ Až v dubnu 2019 plénum ústavního soudu konstatovalo, že i nadále akcentuje smysl zákona o svobodném přístupu k informacím, tzn. v maximální možné míře umožnit přístup veřejnosti k údajům, které se týkají činnosti povinných subjektů, přičemž efektivní veřejná kontrola výkonu veřejné moci zahrnuje též kontrolu hospodaření s majetkovými hodnotami, jež jsou veřejnou mocí přímo nebo nepřímo ovládány. Tento smysl ovšem bude zcela naplňován nikoliv tím, že bude omezován okruh povinných subjektů, nýbrž naopak tím, že v pochybnostech bude voleno řešení pro jejich rozšíření. Prostředkem způsobilým dosáhnout uvedeného účelu je přitom také podřazení právnických osob, v nichž má stát nebo jiná veřejnoprávní korporace stoprocentní majetkovou účast, pod pojem „veřejná instituce“ podle zákona o svobodném přístupu k informacím. V ministerském návrhu novely informačního zákona, zpracovaném v červnu 2019, však vyjasnění okruhu povinných subjektů nebylo obsaženo, což ministerstvo v důvodové zprávě zdůvodnilo tím, že „jejich určení ponechává judikatuře, která se do jisté míry v současnosti ustálila“. Po kritice ministr vnitra Jan Hamáček oznámil stažení návrhu zákona z jednání vlády.